# شهرستان لوکاس (آیووا)
شهرستان لوکاس، آیووا (به انگلیسی: Lucas County, Iowa) شهرستانی در ایالات متحده آمریکا است که در آیووا واقع شده‌است.

## خصوصیات
شهرستان لوکاس ۱٬۱۲۴٫۰۶ کیلومترمربع مساحت دارد.